# Culte de la personnalité de Che Guevara

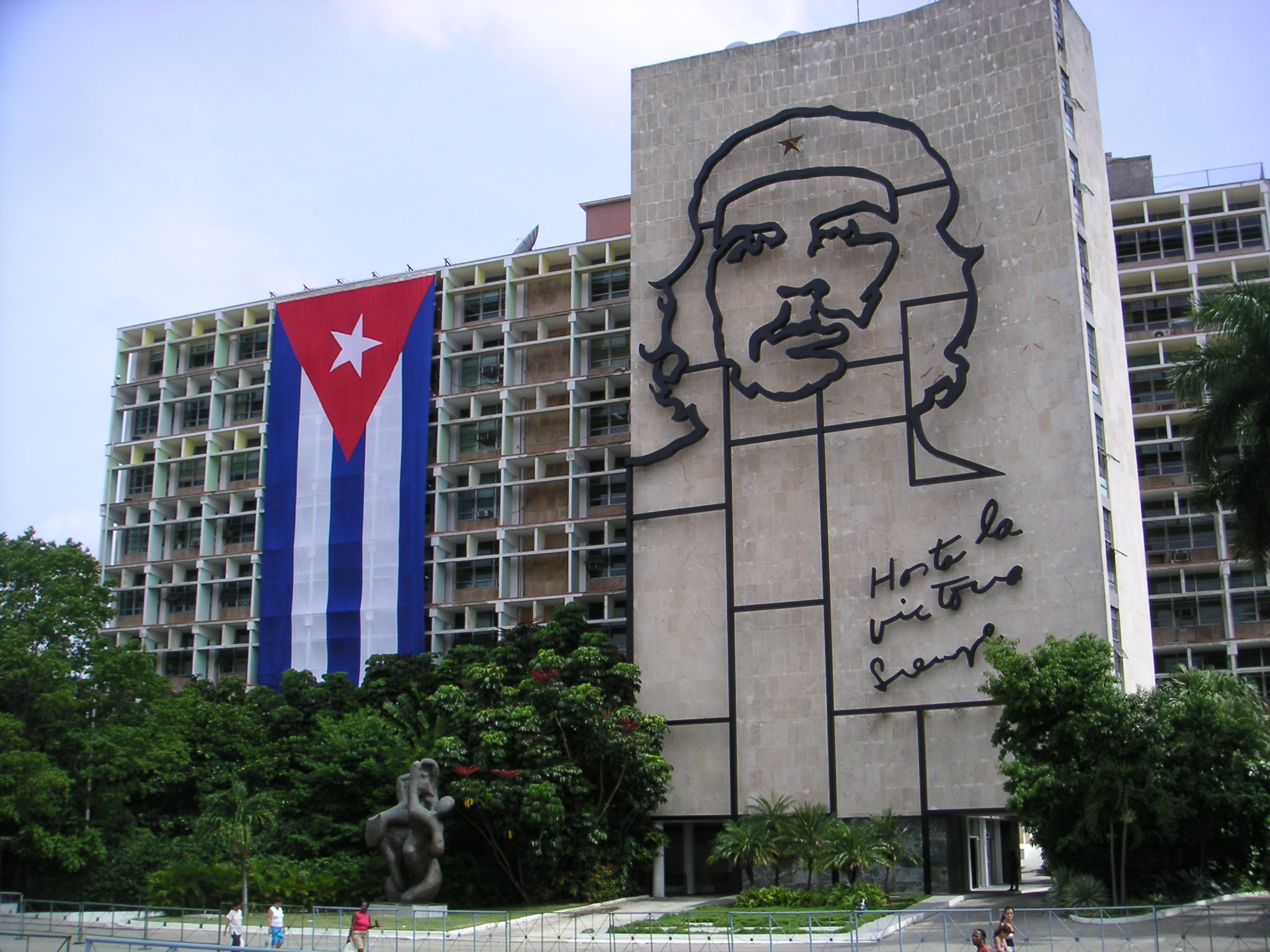
Sculpture monumentale du Che sur la façade du Ministère de l'Intérieur cubain.

Le culte de la personnalité de Che Guevara glorifie Che Guevara, un révolutionnaire marxiste-léniniste argentin qui a notamment été un dirigeant de la révolution cubaine.
L'image de Che Guevara connaît également une importante exploitation marketing et commerciale.

## Historique
Après la mort de Che Guevara, le 9 octobre 1967 à La Higuera en Bolivie, Fidel Castro développe son culte à Cuba, il le décrit comme « l'un des plus connus, des plus admirés, des plus aimés, et, sans aucun doute, le plus extraordinaire de nos camarades de la Révolution ». Les écoliers cubains doivent, chaque matin, prêter serment : « Pionniers, pour le communisme, nous serons comme le Che »,.
Dans son numéro du 17 mai 1968, le magazine Time constate que la légende du Che donne « lieu à un culte quasi religieux du héros parmi les intellectuels, les ouvriers et les étudiants radicaux » : il y avait des « barbes à la Guevara » et des bérets en Italie et « des mouchoirs, des pulls molletonnés et des chemisiers ornés de son visage hirsute » dans une demi-douzaine de pays
Le 14 juin 2023, à l'occasion du 95e anniversaire de la naissance de Che Guevara, les autorités cubaines lui rendent un hommage. Un gala se tient à La Havane en présence notamment de son épouse Aleida March (directrice du Centre d'études Che Guevara), de Raúl Castro et du président de la république de Cuba Miguel Díaz-Canel. D'autres manifestations, en l'honneur du « héros », se déroulent à travers le pays.

## Éléments du culte

### Guerrillero Heroico

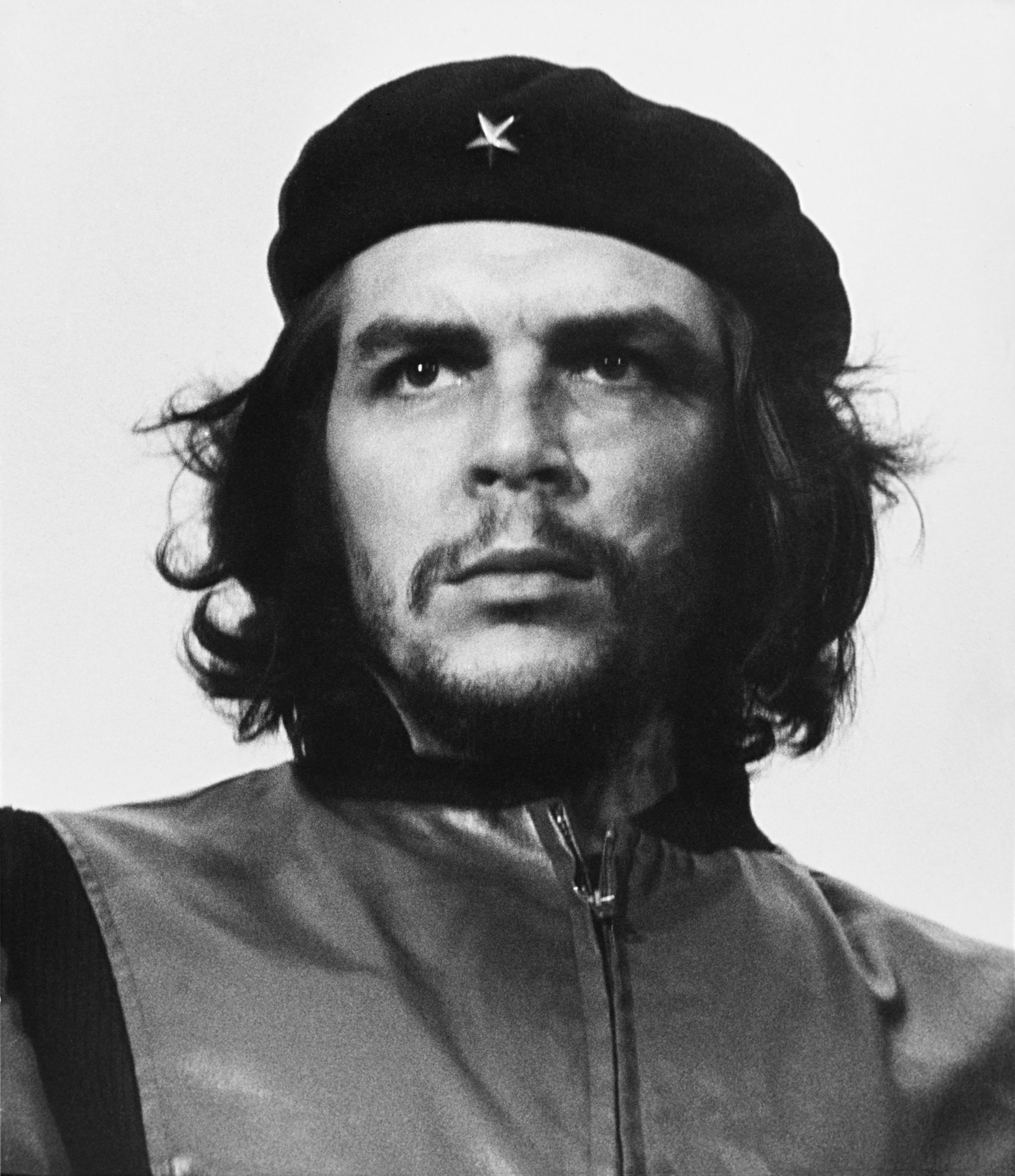
La photo Guerrillero Heroico d'Alberto Korda.

La photo Guerrillero Heroico stylisée par Jim Fitzpatrick.

Le 5 mars 1960, Alberto Korda, photographie Che Guevara, lors d'un discours passionné de Fidel Castro au cimetière de Colón après l'explosion de la Coubre. Cette photo devient publique uniquement sept ans plus tard après la mort du Che en Bolivie quand Alberto Korda offre un tirage à l'éditeur italien Giangiacomo Feltrinelli. Celui-ci, en 1967, en fait imprimer un million d'exemplaires. 
En 1968, l'artiste irlandais Jim Fitzpatrick, stylise le portrait, utilisant le visage de Che Guevara contrasté sur un fond uni de couleur.

### Hasta siempre, Comandante
En 1965, deux ans avant la mort du Che, la chanson Hasta siempre, Comandante de Carlos Puebla glorifie le Che et le place au centre de la révolution cubaine, alors que celui-ci abandonne ses fonctions gouvernementales et quitte Cuba.

### Monuments
Une reproduction monumentale stylisée de la photographie est placée sur le bâtiment du ministère de l’Intérieur place de la Révolution à La Havane avec le slogan Hasta la victoria siempre.
Le mausolée de Che Guevara, érigé à partir de 1982, est dominé par une statue monumentale du  Che.

## Analyses
Les adversaires du Che critiquent cette idéalisation du militant politique. Ils rappellent qu’il est l’homme des exécutions sommaires dans la Forteresse de la Cabaña à La Havane en 1959. Che Guevara est aussi l'instigateur des camps de travail qui doivent créer l’Homme nouveau. Ces camps préfigurent la création à Cuba des Unités militaires d'aide à la production où sont enfermés les homosexuels, les religieux ou les opposants politiques. Jacobo Machover considère que Che Guevara « avait le goût du sang des autres, on porte un culte à un assassin ».
Pour Christopher Hitchens, un écrivain favorable à la Révolution cubaine dans les années 1960 : « Le statut d'icône historique du Che a été assuré parce qu'il a échoué. Son histoire est une histoire de défaite et d'isolement, et c'est pourquoi il est si séduisant. Aurait-il vécu, et le mythe du Che serait mort depuis longtemps ».
Le réalisateur Tancrède Ramonet, considère qu’il ne s’agit pas d’un culte de la personnalité au sens premier du terme. En effet, « si le Che a accepté la mise en avant de son image, c’était pour promouvoir son idéal révolutionnaire ».

## Consommation, marketing et droits de la photo
Alberto Korda a autorisé la libre utilisation de la photographie et n'a pratiquement jamais perçu aucun royalties. Jim Fitzpatrick qui avait retravaillé la photographie pour la styliser n'a, lui non plus, jamais touché d'argent pour son œuvre, non protégée par un copyright. Du fait de cette absence d'encadrement juridique, l'image a donc été utilisée et exploitée sans fin par les marques.
Dès 1968, le Time note que le commerce autour de l'image du Che constitue « une nouvelle source de profits pour les compositeurs, les affichistes et les éditeurs de livres ».
Cette représentation est utilisée par la publicité qui se sert de son image contestataire pour promouvoir une multitude de produits. Se sont approprié l'image : Louis Vuitton, Converse, Gap, Urban Outfitters, et même Mercedes Benz. Cette utilisation par le constructeur automobile avait provoqué un tollé, notamment auprès des exilés cubains de Miami, contraignant Mercedes Benz à s'excuser par la suite.
Le Che est présent sur des T-shirts, des montres, des baskets, des porte-clés, des briquets, des tasses à café, des portefeuilles, des sacs à dos, des tapis de souris, des serviettes de plage et des préservatifs. Le top model Gisele Bündchen défile sur un podium en bikini Che. Une entreprise australienne produit une ligne de crème glacée « cherry Guevara ». Le Che est ainsi passé d'un symbole de résistance au système capitaliste à « l'une des marques les plus commercialisables et les plus commercialisées du monde ».
C'est seulement en 2000 qu'Alberto Korda se décide à attaquer en justice la marque de vodka Smirnoff, afin de s'opposer à l'utilisation de son œuvre dans leur campagne publicitaire. L'artiste évoque une atteinte au nom et à la mémoire du Che. Le litige aurait fait l'objet d'une transaction à hauteur de 50 000 $. Depuis la mort de Korda en 2001, ses enfants sont les héritiers des droits de la photo. Sa fille, Diana Diaz-Lopez « multiplie avec succès les procès pour contester l'utilisation abusive de ce cliché ». Elle remporte notamment son procès contre l'organisation non gouvernementale Reporters sans frontières ayant pour objet de « faire cesser et d'interdire la publication, la diffusion et la commercialisation » de cette photographie, après que l'ONG a voulu utilisé un pastiche de celle-ci dans le cadre d'une campagne visant à sensibiliser l'opinion publique sur la liberté de la presse à Cuba.
Le portrait de Che Guevara, cigare aux lèvres, réalisé par le photographe suisse René Burri en 1963 à La Havane, dans son bureau de ministre de l'industrie a également été utilisé par des commerçants partout dans le monde sans lui demander son autorisation, ni lui verser de droits. Le Monde décrit ainsi un Che Guevara devenu « agent commercial ».
En 2003, une grande banque du Luxembourg fait de Che Guevara son porte-drapeau.
En 2007, la société qui vend ses produits dérivés en France à tous les distributeurs importants de Carrefour à la Fnac explique que le tee-shirt fait partie du « top cinq » de ses ventes.
En 2017, sur le site de vente en ligne eBay, plus de 43 000 objets en rapport avec le Che sont vendus.

## Film documentaire
- « Che Guevara, la fabrique d'une icône », 2014, 53 minutes, réalisé par Jean-Hugues Berrou, produit par TS Productions et Public Sénat.